# Hiroshi Hasegawa
Hiroshi Hasegawa (Japans: 長谷川 弘, Hiroshi Hasegawa) (Shizuoka, 25 januari 1934 – 12 december 2023) was een Japans motorcoureur. Hij is eenmalig Grand Prix-winnaar in het wereldkampioenschap wegrace.

## Carrière
Hasegawa werd gescout door Yamaha nadat hij deelnam aan de All Japan Motorcycle Endurance Road Race op de Asama Kogen Automobile Test Course. De motorfabrikant stelde hem aan als testrijder en hij zou gedurende zijn loopbaan enkel voor hen actief zijn. Hij debuteerde in 1963 in de 250 cc-klasse van het wereldkampioenschap wegrace, waarin hij vierde werd in de Isle of Man TT en zevende in zijn thuisrace. In 1964 reed hij enkel in zijn thuisrace, maar deed hij dit wel in zowel de 125 cc- als de 250 cc-klasses. In de 125 cc kwam hij niet aan de finish, maar in de 250 cc behaalde hij zijn eerste podiumplaats met een derde plaats. In 1965 reed hij tijdens zijn thuisrace alleen in de 250 cc-klasse en finishte hierin als vijfde.
In 1966 schreef Hasegawa zich in voor de TT van Assen en de Isle of Man TT in de 125 cc-, 250 cc- en 350 cc-klasses, maar verscheen hierin niet aan de start. Tijdens de seizoensfinale in 1966 behaalde hij in de 250 cc zijn enige Grand Prix-overwinning. In 1967 schreef hij zich in voor de 250 cc-race in Japan, waarin hij niet startte. Hierna beëindigde hij zijn motorsportcarrière. Vervolgens was hij de eigenaar van een motorfietsenwinkel en was hij teambaas in het All Japan Road Race Championship. 
Hasegawa overleed in december 2023 op 89-jarige leeftijd.